# Kommunizm
Kommunizm (en ruso: Коммунизм, comunismo) era un colectivo conceptual ruso-soviético de Omsk. La banda se formó en 1988 y se separó en 1990.
La banda lanzó catorce álbumes durante su primera forma, incluida una compilación de cuatro partes en 1996. Algunos de los álbumes fueron reeditados en CD entre 2000 y 2003 a través del sello HOR, y en 2007 algunos fueron remasterizados y reeditados con bonus tracks por Misteriya Zvuka. Dos álbumes fueron reeditados en vinilo con bonus tracks en 2011 por el sello Stanzmarke de Neuro Empire.
Konstantin Ryabinov murió el 16 de marzo de 2020 a la edad de 55 años. El 19 de febrero de 2021, Sudakov declaró que Kommunizm había grabado un decimoquinto álbum en 2019, que estaba destinado a ser el último álbum del grupo, pero la muerte de Ryabinov impidió que se terminara. Se lanzó ese álbum el mismo verano.

## Discografía
1. A velocidad soviética (1988)
2. Suleiman Stalski (1988)
3. Gas Hilarante (1989)
4. La patria escucha (1989)
5. Sueños de un soldado(1989)
6. Música milagrosa (1989)
7. Historia natural(1989)
8. Satanismo (1989)
9. La vida es como un cuento de hadas (1989)
10. Dejado ser (1989)
11. Jugar a los aviones debajo de la cama (1989)
12. Leninismo (1989)
13. Trece (1990)
14. Cronología del bombardero en picado (1990)
15. Gracia (2015)
  - También se lanzó una serie de álbumes en 1996 titulados Gracia, que no tienen relación con los lanzamientos de 2015 más que el nombre y una portada similar.
16. Granitsa es feliz (2021)